# La Caure
La Caure ist eine französische Gemeinde mit 99 Einwohnern (Stand 1. Januar 2022) im Département Marne in der Region Grand Est (vor 2016 Champagne-Ardenne). Sie gehört zum Arrondissement Épernay und zum Kanton Dormans-Paysages de Champagne.

## Lage
La Caure liegt etwa 45 Kilometer südsüdwestlich von Reims. Umgeben wird La Caure von den Nachbargemeinden Corribert im Norden und Nordwesten, Montmort-Lucy im Norden und Nordosten, Congy im Osten und Südosten, Champaubert im Süden sowie La Chapelle-sous-Orbais im Westen.

## Bevölkerungsentwicklung
| Jahr                       | 1962 | 1968 | 1975 | 1982 | 1990 | 1999 | 2006 | 2011 | 2018 |
| -------------------------- | ---- | ---- | ---- | ---- | ---- | ---- | ---- | ---- | ---- |
| Einwohner                  | 110  | 77   | 70   | 67   | 67   | 66   | 81   | 92   | 104  |
| Quellen: Cassini und INSEE |      |      |      |      |      |      |      |      |      |

## Sehenswürdigkeiten

Kirche Saint-Pierre-ès-Liens

- Kirche Saint-Pierre-ès-Liens